# میراث جهانی پیرنه – مون پردو
میراث جهانی پیرنه – مون پردو (که به صورت میراث جهانی یونسکو پیرنه – مون پردو در اسپانیایی نیز شناخته می‌شود) یک میراث جهانی است که در مرز بین اسپانیا و فرانسه در رشته‌کوه‌های پیرنه قرار دارد. قله مون پردو (فرانسوی: Mont Perdu) در سمت اسپانیایی مرز واقع شده است. این سایت در سال ۱۹۹۷ به عنوان میراث جهانی معرفی شد و در سال ۱۹۹۹ به شمال گسترش یافت تا کمون ژدر در فرانسه را شامل شود.